# Tadeusz Starzyński (lekkoatleta)
Tadeusz Starzyński – Starybrat (ur. 23 lipca 1923, zm. 20 grudnia 2001 w Warszawie) – polski lekkoatleta specjalizujący się w trójskoku, trener lekkoatletyczny.
Podczas swojej kariery sportowej nie odnosił znaczących sukcesów – najwyższe miejsce w mistrzostwach Polski uzyskał w 1948, gdy był czwarty w trójskoku. Okazjonalnie występował także w sztafecie 4 x 100 oraz skoku w dal. Startował w barwach warszawskiej Legii (1946–1948) oraz Gwardii (1949–1953). Po zakończeniu kariery sportowej rozpoczął karierę trenerską. Stworzył tzw. technikę biegową, którą stosował polski trójskoczek Józef Szmidt. Wychowawca doskonałych sportowców m.in. Jana Jaskólskiego, Ryszarda Malcherczyka czy Michała Joachimowskiego. Współpracował także – przy skoku w dal – z Ireną Szewińską. W 1970 był konsultantem przy filmie dokumentalnym Champion, który opowiadał o Józefie Szmidcie. W 1973 zakończył pracę w Polskim Związku Lekkiej Atletyki i wyjechał do Meksyku. Rekord życiowy w trójskoku: 13,57 (25 czerwca 1950, Warszawa).
Odznaczony Krzyżem Komandorskim Orderu Odrodzenia Polski (1998). 
Jerzy Szymonek i Janusz Rozum zadedykowali mu pracę Trójskok mężczyzn wydaną w 1985 w serii Osiągnięcia Polskiej lekkiej Atletyki w 40-leciu PRL.